# 普吕奈勒日隆
普吕奈勒日隆（法語：Prunay-le-Gillon，法語發音：[pʁynɛ lə ʒilɔ̃]）是法国厄尔-卢瓦省的一个市镇，位于该省中东部，属于沙特尔区。该市镇总面积25.36平方公里，2009年时的人口为947人。

## 地名
该地名“Prunay-le-Gillon”发音为[pʁynɛ lə ʒilɔ̃]，“Gillon”发音为[ʒilɔ̃]而非[ʒijɔ̃]，《世界地名译名词典》将其误判作[ʒijɔ̃]而误译作“普吕奈勒日永”。

## 交通
法国国道N154线经过其境内西南部。

## 人口
普吕奈勒日隆人口变化图示